# Ameiva
Ameiva é um gênero de lagartos da família Teiidae.

## Espécies
- Ameiva ameiva
- Ameiva anomala
- Ameiva auberi
- Ameiva bifrontata
- Ameiva bridgesii
- Ameiva chaitzami
- Ameiva chrysolaema
- Ameiva cineracea - extinta no início do Século XX

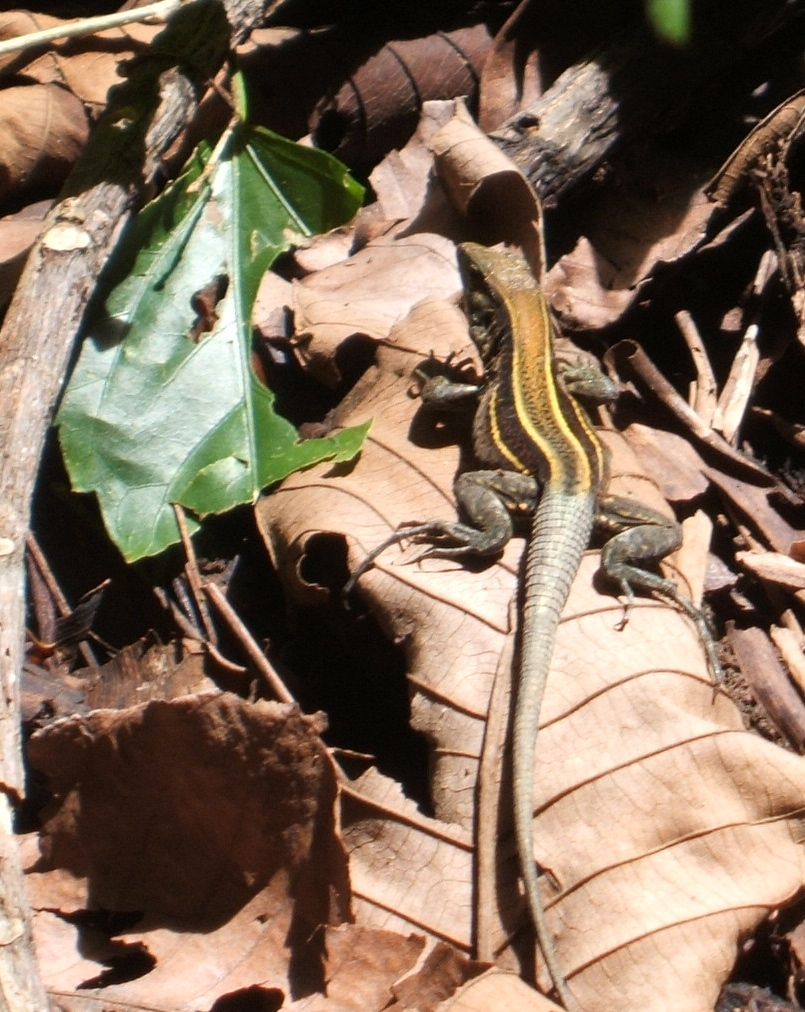
A. quadrilineata

- Ameiva corax
- Ameiva corvina
- Ameiva dorsalis
- Ameiva edracantha
- Ameiva erythrocephala
- Ameiva exsul
- Ameiva festiva
- Ameiva fuscata
- Ameiva griswoldi
- Ameiva leberi
- Ameiva leptophrys
- Ameiva lineolata
- Ameiva major
- Ameiva maynardi
- Ameiva niceforoi
- Ameiva orcesi
- Ameiva plei
- Ameiva pluvianotata
- Ameiva polops
- Ameiva quadrilineata
- Ameiva septemlineata
- Ameiva taeniura
- Ameiva undulata
- Ameiva vittata
- Ameiva wetmorei